# 島尻安伊子
島尻 安伊子（しまじり あいこ、1965年〈昭和40年〉3月4日 - ）は、日本の政治家。自由民主党所属の衆議院議員（2期）、自由民主党女性局長代理兼総務部会長。
情報通信技術（IT）政策担当大臣兼海洋政策・領土問題担当大臣兼内閣府特命担当大臣（沖縄及び北方対策・科学技術政策・宇宙政策）（第3次安倍第1次改造内閣）、内閣府大臣政務官兼復興大臣政務官（第2次安倍内閣）、内閣府大臣補佐官（沖縄振興・子どもの貧困緊急対策担当）、参議院環境委員長、参議院議員（2期）、那覇市議会議員（2期）、自由民主党女性局長などを歴任した。

## 来歴
宮城県仙台市生まれ。聖ウルスラ学院高等学校、上智大学文学部新聞学科卒業。高校在学中、アメリカ合衆国カリフォルニア州ハンティングトンビーチハイスクールに留学した。大学卒業後、1988年にシェアソンリーマン証券日本法人（現・リーマン・ブラザーズ）に入社。その後、沖縄ビジネス外語専門学校講師やJSL日本アカデミー副理事長を務めた。
2004年、那覇市議会議員補欠選挙に民主党公認で出馬し、初当選した。2005年、那覇市議に再選を果たすが、再選後に民主党を離党。2007年、沖縄県選挙区選出の糸数慶子参議院議員が沖縄県知事選挙に立候補するため辞職し、それに伴い、4月22日の第16回統一地方選挙後半戦に実施された補欠選挙に政治団体「アイ・ラブ沖縄！かがやく県民の会」公認（自由民主党・公明党推薦）で出馬。参院補選で当選後、自由民主党に入党し、平成研究会に入会した。
2010年の第22回参議院議員通常選挙では、選挙対策本部長に沖縄県知事の仲井眞弘多を迎え、自民党公認で沖縄県選挙区から出馬。前年の第45回衆議院議員総選挙では自民党が大敗し、衆議院の4つの小選挙区では全て民主党および民主党と選挙協力を行った社民党・国民新党が議席を獲得していたため、島尻は沖縄県選出の唯一の自民党国会議員だった。普天間飛行場の名護市辺野古への移設について、総選挙後は容認の立場だったが、2010年の参院選に際しては、民主党が既に事実上断念していた県外移設を主張した。沖縄県選挙区で社会民主党推薦の山城博治らを破り、再選。
2012年、第2次安倍内閣で内閣府大臣政務官及び復興大臣政務官に任命された。2013年2月、島根県主催の「竹島の日」記念式典に出席した。政府関係者がこの式典に出席したのは初めてである。2014年9月、参議院環境委員長に就任。
2015年10月7日、第3次安倍第1次改造内閣で初入閣した。沖縄県選出の閣僚は、島尻で史上4人目だった。
2016年の第24回参議院議員通常選挙に3選を目指して沖縄県選挙区から自民党公認で出馬したが、元宜野湾市長の伊波洋一に敗れ、落選した。島尻の落選により、沖縄県の選挙区から選出された自民党国会議員はいなくなった。参院議員に落選したものの、選挙後、当面大臣は続投する方針が政府から示され、翌月の内閣改造まで閣僚の職に留まった。
2016年8月、後任の鶴保庸介沖縄及び北方対策担当大臣により、沖縄振興及び子どもの貧困対策を担当する大臣補佐官に任命される。2017年8月、鶴保の後任の江崎鐡磨大臣の下でも大臣補佐官に再任された。
2018年2月27日、自身を任命した江崎鐡磨の大臣辞任に伴い、自らも大臣補佐官を辞任したが、江崎の後任の福井照大臣が同日の記者会見で島尻を続投させる意向を表明し、3月2日付で再度、大臣補佐官に任命された。10月2日に成立した第4次安部改造内閣の宮腰光寛大臣の下でも続投。2019年1月25日、自民党は4月21日の第19回統一地方選挙後半戦にて実施の衆議院沖縄県第3区補欠選挙での島尻の公認を発表。同日、島尻は大臣補佐官を退任。3月2日、衆議院沖縄3区補欠選挙への出馬を正式表明するも、屋良朝博に敗れ、国政復帰は叶わなかった。
2021年10月31日の第49回衆議院議員総選挙に再び沖縄3区から立候補し、前回同様立憲民主党公認の屋良との一騎打ちとなった。屋良に7214票差で当選（屋良は比例復活できず議席を失った）。
2024年10月27日の第50回衆議院議員総選挙では、屋良に1769票差で当選（屋良は比例復活）。同年11月15日、自由民主党女性局長代理兼総務部会長に就任。

## 政策・主張

### 憲法改正
日本国憲法の改正に賛成。

### 安全保障
日本の核武装について「将来にわたって検討すべきでない」としている。

### エネルギー政策
原子力発電は日本に必要。

### 普天間基地移設
沖縄県宜野湾市の普天間飛行場の移設について、1期目は容認の立場を取っていたが、2009年に発足した鳩山由紀夫内閣は県外移設もしくは国外移設を表明し、その後事実上断念する。島尻は2009年から辺野古への移設反対・県外移設を主張するようになり、2010年6月22日に開かれた第22回参議院議員通常選挙の公開討論会において、「普天間飛行場の移設先についての島尻と自民党の主張（県内移設容認）に矛盾がある」と指摘されたが、「鳩山政権下での日米合意には「地元沖縄との合意」はない。そんな合意は有効であるはずがない。無効を訴える」と反論した。2012年の内閣府大臣政務官就任後、辺野古への移設を容認する立場に転じ、県外移設を主張していた自由民主党沖縄県連の方向性を「辺野古容認」にシフトさせる動きを先導した。また、自民党沖縄県連会長在任中の2015年には、名護市辺野古への移設に反対する市民運動について、「責任のない市民運動だと思っている。私たちは政治として対峙する」と発言した。

### 家族制度
2010年、第173回国会で選択的夫婦別姓を認める民法の改正に反対する請願を提出したが、朝日新聞が2016年に実施した調査では、選択的夫婦別姓制度の導入に対する賛否を明らかにしなかった。

### その他
参議院議員在職中はみんなで靖国神社に参拝する国会議員の会に所属しており、現職の大臣政務官だった2013年4月・8月に靖国神社を参拝した。

## 人物

### 旧統一教会との関係
2013年1月、旧統一教会系メディアの『世界日報』のインタビューに応じ、沖縄振興、海洋政策、被災地復興などについて話している。
ジャーナリストの鈴木エイトが作成した「旧統一教会関連団体と関係があった現職国会議員168人」によれば、旧統一教会関連団体との関係について、かつて教団関連イベントに参加しており、2021年の衆院選で教団関係者から選挙支援を受けていたとされる。

## 不祥事・騒動
- 2015年10月、5年前の2010年の第22回参議院議員通常選挙前、自身の顔写真や名前を掲載したカレンダーを配布していたことが報じられ[42]、カレンダーの配布について政治資金収支報告書に記載していなかったことを、神戸市内の大学教授ら30人に刑事告発された[43]。島尻は2009年7月、自らのブログで顔写真入りのカレンダーを掲載して「欲しい方は連絡下さい」と呼びかけており、寄付行為を禁じた公職選挙法に抵触する可能性が報じられたが、島尻は、「後援会の支持者に無料で配布している。ただちに公職選挙法の問題になるということではない」と釈明した[42]。
- 2013年6月、島尻が代表を務める自由民主党沖縄県参院選挙区第2支部が、取材のため出張中だったTBS記者のホテル宿泊費を政治資金から支出していたことが報じられた[44]。島尻事務所は「記者の宿泊費の精算を失念していた。今年の報告書に記載して報告したい」と釈明した[44]。
- 大臣に就任した直後の2015年10月9日、島尻が代表を務める政治団体「ちゅらの会」と「自由民主党沖縄県参議院選挙区第2支部」が、2011年から2013年までに提出した政治資金収支報告書に経費の二重計上や記載ミスがあったとして訂正した[45]。
- 2016年2月9日の閣議後の記者会見において、千島歯舞諸島居住者連盟主催の北方領土ネット検定を紹介するペーパーを読む際に「千島、はぼ、ええっと、なんだっけ」と言葉に詰まり、傍にいた秘書官が「歯舞諸島（はぼまいしょとう）」とささやいたことから、朝日新聞は、島尻が北方領土問題の担当大臣でありながら「『歯舞（はぼまい）群島」』の『歯舞』を読めなかった」と報じた[46]。なお、島尻は2月10日の衆議院予算委員会で、「元北方領土住民の団体名を略称の『千島連盟』でなく正式名称の『千島歯舞諸島居住者連盟』で読もうとして言葉に詰まった」と釈明した[47]。

## 親族
- 夫は民主党沖縄県連代表を務めた島尻昇[10]。家族は夫のほか、3男1女[9]。

## 所属団体・議員連盟
- 自民党たばこ議員連盟[48]
- 自由民主党たばこ特別委員会（副委員長）[7]
- たばこと健康を考える議員連盟
- 速やかな政策実現を求める有志議員の会
- TPP交渉における国益を守り抜く会
- みんなで靖国神社に参拝する国会議員の会
- 日本会議国会議員懇談会

## 選挙歴
| 当落 | 選挙                     | 執行日         | 年齢 | 選挙区       | 政党                            | 得票数     | 得票率 | 定数 | 得票順位 /候補者数 | 政党内比例順位 /政党当選者数 |
| ---- | ------------------------ | -------------- | ---- | ------------ | ------------------------------- | ---------- | ------ | ---- | ------------------ | ---------------------------- |
| 当   | 2004年那覇市議会議員選挙 | 2004年11月14日 | 39   | ーー         | 民主党                          | 2万1685票  | ーー   | 8    | 1/13               | /                            |
| 当   | 2005年那覇市議会議員選挙 | 2005年7月10日  | 40   | ーー         | 民主党                          | 2927票     | ーー   | 44   | 14/55              | /                            |
| 当   | 第20回参議院議員補欠選挙 | 2007年4月22日  | 42   | 沖縄県選挙区 | アイ・ラブ沖縄!かがやく県民の会 | 25万5862票 | 51.81% | 1    | 1/3                | /                            |
| 当   | 第22回参議院議員通常選挙 | 2010年07月11日 | 45   | 沖縄県選挙区 | 自由民主党                      | 25万8946票 | 47.62% | 1    | 1/4                | /                            |
| 落   | 第24回参議院議員通常選挙 | 2016年07月10日 | 51   | 沖縄県選挙区 | 自由民主党                      | 24万9555票 | 40.52% | 1    | 2/3                | /                            |
| 落   | 第48回衆議院議員補欠選挙 | 2019年4月21日  | 54   | 沖縄県第3区  | 自由民主党                      | 5万9428票  | 43.51% | 1    | 2/2                | /                            |
| 当   | 第49回衆議院議員総選挙   | 2021年10月31日 | 56   | 沖縄県第3区  | 自由民主党                      | 8万7710票  | 52.14% | 1    | 1/2                | /                            |
| 当   | 第50回衆議院議員総選挙   | 2024年10月27日 | 59   | 沖縄県第3区  | 自由民主党                      | 7万3226票  | 46.66% | 1    | 1/3                | /                            |